# FTL Games
FTL Games (Faster-than-Light) war eine Abteilung von Software Heaven Inc. und produzierte Computerspiele in den 1980er- und frühen 90er-Jahren, darunter das allererste Echtzeit-Computer-Rollenspiel Dungeon Master.

Bruce Webster, Nancy Holder und Wayne Holder (fotografiert von Michael Newton www.saorsamedia.com)

## Geschichte
FTL wurde 1982 von Wayne Holder gegründet. Holder hatte auch Software Heaven und Oasis Systems gegründet. Er engagierte Bruce Webster, mit dem er zusammen 1971 seinen Highschool-Abschluss gemacht hatte, als Chef von FTL. Das erste Projekt war das Spiel SunDog Frozen Legacy, mit dessen Veröffentlichung 1984 auch Bruce Webster aus gesundheitlichen Gründen das Unternehmen verließ. Parallel dazu wurden Doug Bell und Andy Jaros bei FTL angestellt, welche ihr unvollendetes Spiel Crystal Dragon einbrachten. Aus diesem Prototyp wurde bei FTL das erfolgreiche Dungeon Master entwickelt. Es wurde 1987 veröffentlicht und in den folgenden Jahren auf viele weitere Plattformen portiert.
Ungefähr 1996, nach einer verschleppten Entwicklung und Veröffentlichung von Dungeon Master II, stellte FTL Games den Betrieb ein.

## Entwickelte Spiele
In seiner über zehnjährigen Geschichte produzierte FTL Games sieben Spiele für verschiedene Plattformen und veröffentlichte sie teilweise auch selbst.
- SunDog Frozen Legacy (1984)[5]
- Oids (1987)[6]
- Dungeon Master (1987)
  - Chaos Strikes Back (1989)
  - Dungeon Master: Theron's Quest (1992, für TurboGrafx und PC Engine)[7]
  - Dungeon Master II (1993 in Japan, 1996 in Nordamerika und Europa)[8]
  - Dungeon Master Nexus (1998, für Sega Saturn, nur auf Japanisch)[9][10][3]